# Katsu’ura
Katsu’ura (jap. 勝浦市 Katsuura-shi) – miasto w środkowej części Japonii (prefektura Chiba) na wyspie Honsiu (Honshū). Ma powierzchnię 93,96 km². W 2020 r. mieszkało w nim 16 938 osób, w 8 197 gospodarstwach domowych  (w 2010 r. 20 797 osób, w 9 169 gospodarstwach domowych).
Po zmianach organizacyjnych w 1958 roku miasto otrzymało rangę administracyjną shi (市).